# Aleksandr Nikolaevič Afinogenov
Aleksandr Nikolaevič Afinogenov (in russo Алекса́ндр Никола́евич Афиноге́нов?; Skopin, 4 aprile 1904 – Mosca, 29 ottobre 1941) è stato un drammaturgo russo.

## Biografia
Nei suoi drammi ha cercato di rappresentare drammaticamente i problemi culturali e politici dell'Unione Sovietica, dapprima dedicandosi a tematiche legate al comunismo di guerra, poi aderendo al NEP (Nuova politica economica) e infine al corso stalinista.
Le sue opere risultarono vicine al realismo psicologico cecoviano e furono rappresentate con successo al Teatro Statale Accademico del Dramma di San Pietroburgo.
Tra le sue opere: La marmellata di lamponi (Malinovoe varene, 1927); Compagno Jansin (Tovarisc Jančin, 1927); Il sentiero del lupo (Volčia tropa, 1927); Lo stravagante (Čudak, 1928), nella quale il drammaturgo sfidando l'accusa di apolicità affrontò il tema dell'amicizia nella Russia del suo tempo; La paura (Strach, 1930), la sua opera più famosa, incentrata sulle idee reazionarie di uno scienziato, che vengono corrette da una focosa compagna comunista; Salve, Spagna! (Saljut, Ispanija!, 1936), incentrata sulla guerra civile spagnola; Alla vigilia (Nakanune, 1941), basata sulla invasioni tedesche del 1941.
Morì a Mosca a causa di un bombardamento tedesco. La sua salma è inumata nel cimitero di Novodevičij.

## Libri

### Saggi
- (RU) Tvorčeskij metod teatra. Dialektika tvorčeskogo processa, 1931.

## Teatro

### Drammi teatrali
- Strach (1930)
- Lozh' (1933)
- Saljut, Ispanija! (1936)
- Nakanune (1941)

## Filmografia
- Kisunokám, regia di Tibor Horváth - film TV (1960)